# Premi e riconoscimenti di Holly Hunter
Questa è la lista che riassume le candidature e i premi ricevuti da Holly Hunter fino ad oggi. Nel corso della sua carriera cinematografica e televisiva, l'attrice ha ricevuto, tra gli altri, un Premio Oscar, un Golden Globe, un BAFTA Award, due premi del National Board of Review ed è stata premiata nei maggiori festival internazionali, inclusi il Festival di Cannes, il Festival internazionale del cinema di Berlino, il Locarno Festival e il Sundance Film Festival.

## Premi cinematografici e televisivi

### Principali
- Premio Oscar
  - 1988 – Candidatura per la miglior attrice protagonista per Dentro la notizia - Broadcast News
  - 1994 – Miglior attrice protagonista per Lezioni di piano
  - 1994 – Candidatura per la miglior attrice non protagonista per Il socio
  - 2004 – Candidatura per la miglior attrice non protagonista per Thirteen - 13 anni
- Golden Globe
  - 1988 – Candidatura per la migliore attrice in un film commedia o musicale per Dentro la notizia - Broadcast News
  - 1990 – Candidatura per la miglior attrice in una mini-serie o film per la televisione per Roe vs. Wade
  - 1994 – Migliore attrice in un film drammatico per Lezioni di piano
  - 1994 – Candidatura per la miglior attrice in una mini-serie o film per la televisione per The Positively True Adventures of the Alleged Texas Cheerleader-Murdering Mom
  - 2001 – Candidatura per la miglior attrice in una mini-serie o film per la televisione per Harlan County War
  - 2004 – Candidatura per la migliore attrice non protagonista per Thirteen - 13 anni
  - 2008 – Candidatura per la miglior attrice in una serie drammatica per Saving Grace
- BAFTA Awards
  - 1994 – Migliore attrice protagonista per Lezioni di piano
  - 1994 – Candidatura per la migliore attrice non protagonista per Il socio
  - 2004 – Candidatura per la migliore attrice non protagonista per Thirteen - 13 anni
- Screen Actors Guild Awards
  - 2004 – Candidatura per la migliore attrice non protagonista cinematografica per Thirteen - 13 anni
  - 2008 – Candidatura per la migliore attrice in una serie drammatica per Saving Grace
  - 2009 – Candidatura per la migliore attrice in una serie drammatica per Saving Grace
  - 2010 – Candidatura per la migliore attrice in una serie drammatica per Saving Grace
  - 2014 – Candidatura per la migliore attrice in una miniserie o film per la televisione per Top of the Lake - Il mistero del lago
  - 2018 – Candidatura per la migliore attrice non protagonista cinematografica per The Big Sick - Il matrimonio si può evitare... l'amore no
  - 2018 – Candidatura per il miglior cast cinematografico per The Big Sick - Il matrimonio si può evitare... l'amore no (condivisa con tutto il cast)
- Primetime Emmy Awards
  - 1989 – Miglior attrice protagonista in una miniserie o film per Roe vs. Wade
  - 1993 – Miglior attrice protagonista in una miniserie o film per The Positively True Adventures of the Alleged Texas Cheerleader-Murdering Mom
  - 2000 – Candidatura per la miglior attrice protagonista in una miniserie o film per Harlan County War
  - 2001 – Miglior attrice non protagonista in una miniserie o film per Le cose che so di lei
  - 2001 – Candidatura per la miglior attrice protagonista in una miniserie o film per When Billie Beat Bobby
  - 2008 – Candidatura per la miglior attrice protagonista in una serie drammatica per Saving Grace
  - 2009 – Candidatura per la miglior attrice protagonista in una serie drammatica per Saving Grace

### Altri
- Australian Film Institute Award
  - 1993 – Miglior attrice protagonista per Lezioni di piano
- Boston Society of Film Critics Awards
  - 1988 – Migliore attrice per Dentro la notizia - Broadcast News
  - 1993 – Migliore attrice per Lezioni di piano
- Chicago Film Critics Association Awards
  - 1993 – Migliore attrice per Lezioni di piano
  - 1998 – Candidatura per la migliore attrice per Kiss
  - 2003 – Candidatura per la migliore attrice non protagonista per Thirteen - 13 anni
  - 2016 – Candidatura per la migliore attrice non protagonista per The Big Sick - Il matrimonio si può evitare... l'amore no
- Critics' Choice Awards
  - 2004 – Candidatura per la miglior attrice non protagonista per Thirteen - 13 anni
  - 2018 – Candidatura per la miglior attrice non protagonista per The Big Sick - Il matrimonio si può evitare... l'amore no
- Central Ohio Film Critics Association
  - 2018 – Candidatura per la migliore attrice non protagonista per The Big Sick - Il matrimonio si può evitare... l'amore no
- David di Donatello
  - 1994 – Candidatura per la migliore attrice straniera per Lezioni di piano
- Dallas-Fort Worth Film Critics Association
  - 1994 – Migliore attrice per Lezioni di piano
  - 2004 – Candidatura per la migliore attrice non protagonista per Thirteen - 13 anni
  - 2017 – Candidatura per la migliore attrice non protagonista per The Big Sick - Il matrimonio si può evitare... l'amore no
- Festival di Cannes
  - 1993 – Prix d'interprétation féminine per Lezioni di piano
- Festival internazionale del cinema di Berlino
  - 1988 – Orso d'argento per la migliore attrice per Dentro la notizia - Broadcast News
- Festival del film poliziesco di Cognac
  - 1996 – Menzione speciale per Copycat - Omicidi in serie (condiviso con Sigourney Weaver)
- Independent Spirit Awards
  - 2018 – Candidatura per la miglior attrice non protagonista per The Big Sick - Il matrimonio si può evitare... l'amore no
- Las Vegas Film Critics Society Awards
  - 2003 – Migliore attrice non protagonista per Thirteen - 13 anni
- Los Angeles Film Critics Association Awards
  - 1987 – Miglior attrice per Dentro la notizia - Broadcast News
  - 1993 – Miglior attrice per Lezioni di piano
- Locarno Film Festival
  - 2003 – Pardo di bronzo per la miglior interpretazione femminile per Thirteen - 13 anni
  - 2005 – Pardo di bronzo per la miglior interpretazione femminile per 9 vite da donna (condiviso con tutto il cast femminile)
- London Critics Circle Film Awards
  - 1994 – Attrice dell'anno per Lezioni di piano
  - 2004 – Candidatura per l'attrice dell'anno per Thirteen - 13 anni
  - 2018 – Candidatura per l'attrice non protagonista dell'anno per The Big Sick - Il matrimonio si può evitare... l'amore no
- New York Film Critics Circle Awards
  - 1987 – Miglior attrice protagonista per Dentro la notizia - Broadcast News
  - 1993 – Miglior attrice protagonista per Lezioni di piano
- National Board of Review
  - 1987 – Miglior attrice per Dentro la notizia - Broadcast News
  - 1993 – Miglior attrice per Lezioni di piano
- National Society of Film Critics Awards
  - 1988 – Candidatura per la migliore attrice per Dentro la notizia - Broadcast News e Arizona Junior
  - 1994 – Migliore attrice per Lezioni di piano
- Phoenix Film Critics Society Awards
  - 2004 – Candidatura per la migliore attrice non protagonista per Thirteen - 13 anni
  - 2017 – Candidatura per la migliore attrice non protagonista per The Big Sick - Il matrimonio si può evitare... l'amore no
- Sundance Film Festival
  - 2003 – Tribute to Independent Vision Award
- San Diego Film Critics Society Awards
  - 2017 – Candidatura per la migliore attrice non protagonista per The Big Sick - Il matrimonio si può evitare... l'amore no
- Satellite Awards
  - 1999 – Candidatura per la miglior attrice in un film commedia o musicale per Kiss
  - 2001 – Miglior attrice in una miniserie o film per la televisione per Harlan County War
  - 2001 – Candidatura per la miglior attrice non protagonista in un film commedia o musicale per Fratello, dove sei?
  - 2004 – Candidatura per la miglior attrice non protagonista in un film drammatico per Thirteen - 13 anni
  - 2008 – Candidatura per la miglior attrice in una serie drammatica per Saving Grace
  - 2018 – Candidatura per la miglior attrice non protagonista per The Big Sick - Il matrimonio si può evitare... l'amore no
- San Francisco Film Critics Circle
  - 2017 – Candidatura per la migliore attrice non protagonista per The Big Sick - Il matrimonio si può evitare... l'amore no
- Southeastern Film Critics Association Awards
  - 1994 – Migliore attrice per Lezioni di piano
  - 2003 – Candidatura per la migliore attrice non protagonista per Thirteen - 13 anni
- St. Louis Film Critics Association
  - 2017 – Candidatura per la miglior attrice non protagonista per The Big Sick - Il matrimonio si può evitare... l'amore no
- Washington D.C. Area Film Critics Association
  - 2003 – Candidatura per la miglior attrice non protagonista per Thirteen - 13 anni
  - 2017 – Candidatura per la miglior attrice non protagonista per The Big Sick - Il matrimonio si può evitare... l'amore no